# Lasgush Poradeci
Lasgush Poradeci, właśc. Llazar Sotir Gusho (ur. 27 grudnia 1899 w Pogradcu, zm. 12 listopada 1987 tamże) – poeta i tłumacz albański pochodzenia arumuńskiego.

## Życiorys
Uczęszczał do rumuńskojęzycznej szkoły w Bitoli. W latach 1916–1919 uczył się we francuskim liceum w Atenach. W 1919 roku zapadł na zdrowiu i dzięki pomocy finansowej Sophii Schliemann (żony Heinricha Schliemanna) mógł się leczyć w jednym z sanatoriów greckich. Został z niego usunięty po tym, jak został przyłapany in flagranti z pielęgniarką.
Dzięki uzyskanemu w 1924 stypendium od rządu albańskiego, Poradeci ukończył studia na Akademii Sztuk Pięknych w Bukareszcie, a także studia filologiczne na uniwersytecie w Grazu. W tym czasie uczęszczał na wykłady Norberta Jokla. W maju 1933 roku obronił pracę doktorską poświęconą postaci Mihaia Eminescu. W tym samym roku opublikował pierwszy tom poezji - Vallja e yjve. Powrócił do Albanii w 1934 roku, gdzie podjął pracę nauczyciela rysunku w gimnazjum w Tiranie. W tym czasie wydał swój pierwszy tomik wierszy. W okresie rządów Envera Hodży uniemożliwiono mu publikowanie utworów. Aby zarobić na życie pracował w wydawnictwie Naim Frashëri jak tłumacz, zajmował się także pracą naukową.
W jego dorobku translatorskim znajduje się tłumaczenie Eugeniusza Oniegina na język albański, a także przekłady Lermontowa, Błoka, Majakowskiego i Bertolta Brechta. Współpracował z Qevqepem Kambo przy tłumaczeniu dzieł Adama Mickiewicza na język albański. W roku 1974 przeszedł na emeryturę. Zmarł w nędzy w swoim domu w Pogradcu.
W życiu prywatnym był żonaty (żona Nefija zmarła w 1983), miał dwie córki.

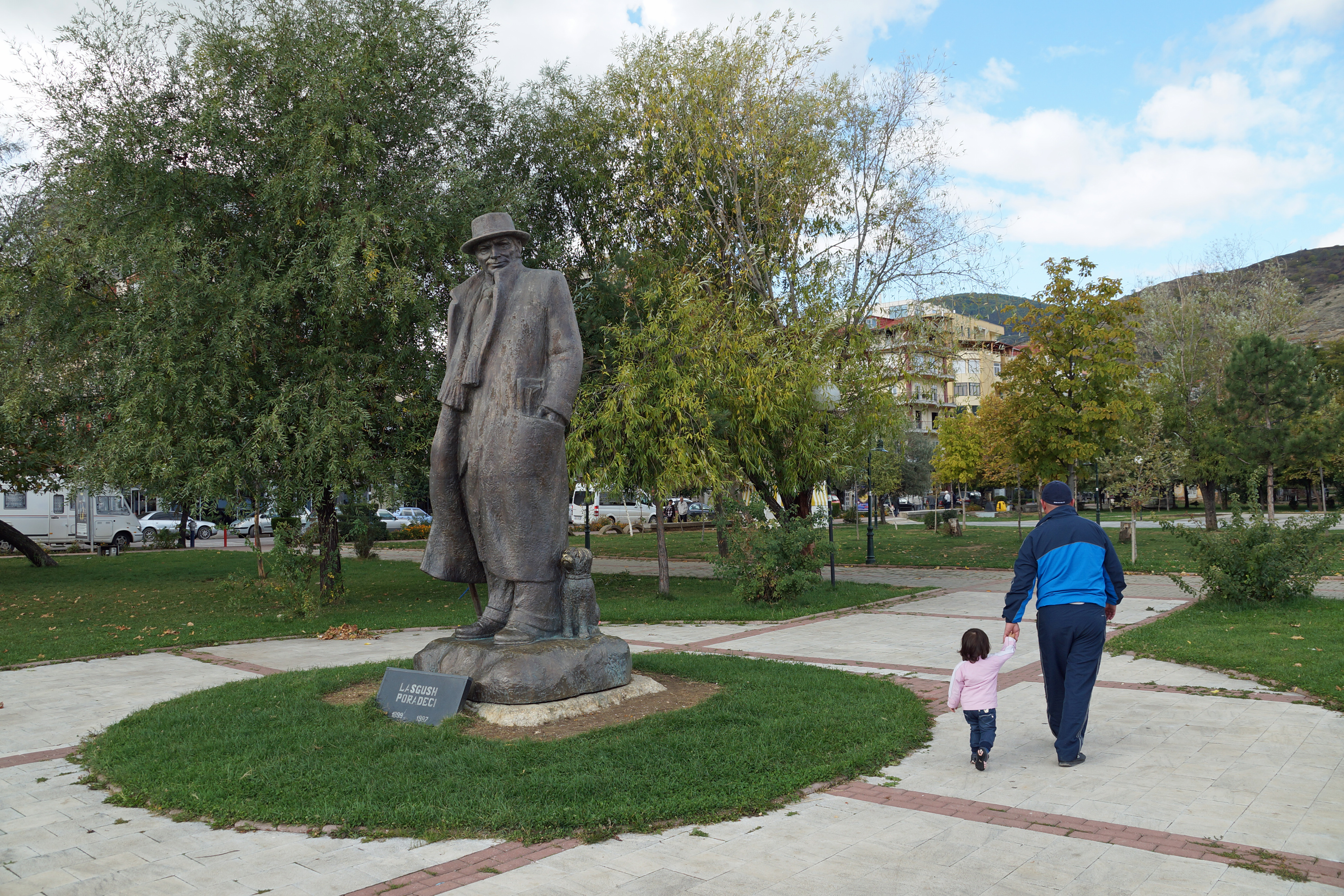
Pomnik Poradeciego w Pogradcu

W 1999 został pośmiertnie odznaczony orderem Nderi i Kombit (Honor Narodu). 27 grudnia 2006 w centrum Pogradeca stanął trzymetrowy pomnik Poradeciego, dłuta Mumtaza Dhramiego. Imię Poradeciego noszą ulice w Tiranie (dzielnica Paskuqan) i w Prisztinie, a także szkoła w Tiranie.

## Opublikowane tomy poezji
- 1933: Vallja e yjve (Bal gwiazd)
- 1937: Ylli i zemres (Gwiazda serca)
- 2001: Dora jote ledhatarja: 33 lirika
- 2003: Gjeniu i anijes: poezi
- 2005: Përse të dua: poezi dashurie